# Mesaba Airlines
Mesaba Airlines — региональная авиакомпания Соединённых Штатов Америки со штаб-квартирой в городе Иган (Миннесота), США. Авиакомпания входит в состав авиационного холдинга Mesaba Aviation, Inc, полностью принадлежащего магистральной авиакомпании Delta Air Lines, и выполняет регулярные пассажирские рейсы под торговыми марками (брендами) Delta Connection и Northwest Airlink, также являющимися собственностью Дельты.

## История
Авиакомпания Mesaba (в переводе с языка индейского племени Оджибва означает «парящий орёл») была основана в 1944 году в Колерейне (Миннесота) Горди Ньюстромом (англ. Gordy Newstrom) и начала свою деятельность в том же году. Под своим первоначальным названием Mesaba Aviation и на единственном самолёте Piper J-3 Cub, приобретённом за 1300 долларов США, компания выполняла чартерные рейсы по перевозке сотрудников бумажной фабрики «Blandin Paper Mill Company» между Гранд-Рапидс и Миннеаполисом. В 1950 году Ньюстром переносит штаб-квартиру компании в Гранд-Рапидс.
Авиакомпания последовательно меняла свою собственность в 1970 году (семья Халверстон из города Дулут (Миннесота)) и в 1977 году (семья Свенсон из округа Пеннингтон (Миннесота)). В 1982 году авиакомпания прошла процедуру акционирования собственности и в том же году начала выполнение регулярных рейсов на самолётах Beechcraft Model 99 между населёнными пунктами штатов Северная Дакота, Айова и Южная Дакота.
В 1983 году Mesaba заключила код-шеринговое соглашение с авиакомпанией Republic Airlines на выполнение регулярных рейсов на турвинтовых самолётах из небольших городов Миннесоты в Международный аэропорт Миннеаполис/Сент-Пол. В 1986 году после слияния авиакомпаний Republic Airlines и Northwest Orient Airlines данное код-шеринговое соглашение было перезаключено с магистральным перевозчиком Northwest Airlines, а пассажирские маршруты приобрели статус бренда Northwest Airlink.
В 1988 году Mesaba развернула сеть регулярных пассажирских маршрутов из Столичного аэропорта Детройт округа Уэйн. Полёты выполнялись в небольшие населённые пункты Востока и Среднего-Запада США на турбовинтовых самолётах Fokker F27 и Fairchild Metro. В 1991 году флот авиакомпании пополнился 25 самолётами De Havilland Canada Dash 8, взятыми в лизинг у авиакомпании Northwest Airlines с целью постепенной замены Fokker F27. В 1995 году Mesaba и Northwest Airlines подписали аналогичное соглашение на использование турбовинтовых самолётов Saab 340.
В авиакомпании Mesaba Airlines в настоящее время работает 1540 сотрудников.

## Время реактивных перевозок
До 1997 года хаб авиакомпании Northwest Airlines в Международном аэропорту Мемфис из региональных авиакомпаний использовался исключительно Express Airlines I (ныне — Pinnacle Airlines), которая осуществляла пассажирские перевозки в партнёрском соглашении под брендом Northwest Airlink. В 1997 году Mesaba Airlines первой из регионалов Northwest Airlink начала эксплуатацию реактивных самолётов, поставив на регулярные рейсы самолёты Avro RJ-85, и первой из всех региональных авиакомпаний ввела на рейсах сервисное обслуживание в салонах первого класса.
К 2000 году Mesaba Airlines получила последний из заказанных самолётов Avro RJ-85 и 11 новых турбовинтовых Saab 340, что сделало её крупнейшим в мире оператором лайнеров Avro BAE 146/RJ (36 единиц) и вторым по величине эксплуатантом самолётов Saab 340.
После событий 11 сентября 2001 года Mesaba Airlines была вынуждена сократить штат сотрудников на 20 % и перейти к режиму общей экономии расходов. Осенью 2003 года Northwest Airlines объявила о планах по выводу из эксплуатации всего парка реактивных Avro RJ-85 по причине их топливной неэффективности и большого возраста самолётов. Поскольку на флот Avro RJ-85 приходилось более половины всех доходов Mesaba Airlines, руководству компании удалось провести переговоры с NWA, позволившие продолжить эксплуатацию данных самолётов на неопределённый период времени. В 2005 году было объявлено о начале программы замены Avro на региональные реактивные самолёты Canadair Regional Jets, 15 единиц которых поступили в авиакомпанию в период с сентября 2005 по конец 2006 года.

## Награды авиакомпании

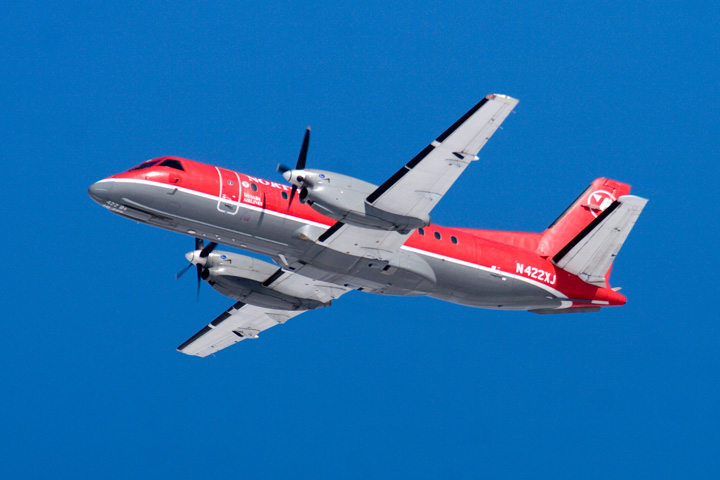
Saab 340B/Plus авиакомпании Mesaba Airlines на взлёте из Международного аэропорта Миннеаполис/Сент-Пол, 28 февраля 2009 года

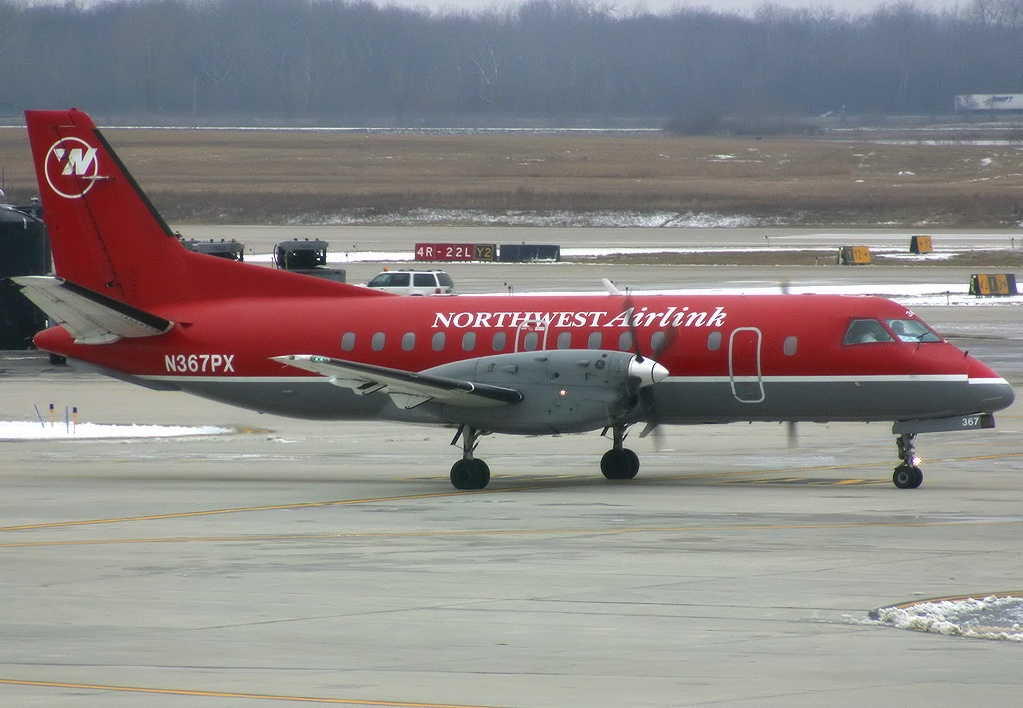
Saab 340B авиакомпании Mesaba Airlines (под брендом Northwest Airlink) на рулении в аэропорту Детройта

В начале 1998 года в знак признания успешного массового внедрения двух типов воздушных судов (реактивного Avro RJ-85 и турбовинтового Saab 340) ежемесячным журналом Air Transport World Mesaba Airlines была представлена к престижной награде «Региональная авиакомпания года» за прошедший 1997 год. В честь 25-и летней годовщины авиакомпании и полученной награды два самолёта Saab 340 были перекрашены в специальную праздничную ливрею.
31 августа 2005 года Mesaba Airlines стала лауреатом премии «Operational Excellence Award» крупнейшей американской страховой компании American International Group, главным оператором на рынке авиационного страхования Соединённых Штатов. Данная награда была четвёртой с момента её учреждения в 1998 году и вручалась авиакомпаниям за признание их большого вклада в укрепление авиационной безопасности и за повышение качества программ по профилактике и предотвращению аварийных ситуаций.

## Банкротство
14 сентября 2005 года магистральная авиакомпания Northwest Airlines объявила себя банкротом, воспользовавшись положениями главы 11 Кодекса США о банкротстве. В ходе проведения процедуры реструктуризации доходов и расходов, NWA в числе прочего задержала выплату 25 миллионов долларов США регионалам Mesaba Airlines и Pinnacle Airlines, а затем объявила о планах по выводу из эксплуатации всего флота реактивных самолётов Avro RJ-85 к первому кварталу 2007 года, десяти лайнеров Saab 340B к 24 января 2006 года и прекращении поставок уже заказанных 15 самолётов Canadair Regional Jets, в результате чего Mesaba Airlines осталась бы с собственным парком из всего двух региональных самолётов. В условиях растущих цен на авиационное топливо, планов NWA по сокращению воздушного флота, резкого сокращения перевозок под брендом Northwest Airlink и отсутствия денежных возмещений из NWA, авиакомпания Mesaba Airlines 13 октября 2005 года объявила себя банкротом, подав соответствующую заявку на защиту по положениям главы 11 Кодекса США о банкротстве.
По состоянию на январь 2006 года в авиакомпании работало 3.707 сотрудников.
В своём интервью в январе 2006 года президент и генеральный директор Mesaba Airlines Джон Спаньерс сообщил о предстоящем сокращении флота авиакомпании почти вдвое к концу 2006 года. 12 реактивных самолётов Avro RJ-85 к тому времени уже были выведены из эксплуатации, оставшиеся Avro RJ-85 выставлены на аукцион в четвёртом квартале 2006 года. Десять самолётов Saab 340B были возвращены в январе 2006 года из операционного лизинга в авиакомпанию Pinnacle Airlines, оставшиеся три Saab 340A и два самолёта Canadair Regional Jets составили основной флот Mesaba Airlines на период проведения процедур банкротства компании.
14 апреля 2006 года авиакомпания объявила о сокращении флота Avro RJ-85, работавшего на направлениях перевозок Northwest Airlines, эксплуатация данного типа самолётов прекратилась 8 июня 2006 года в Международном аэропорту Мемфис, а 31 октября — и в Международном аэропорту Миннеаполис/Сент-Пол. Последний самолёт Avro RJ-85 компании был выведен из эксплуатации 4 декабря 2006 года в Детройте. Дополнительно сообщалось о передаче двух 50-и местных самолётов Canadair Regional Jets во вновь созданную дочернюю авиакомпанию NWA Compass Airlines.
24 апреля 2007 года Mesaba Airlines была приобретена магистральной авиакомпанией Northwest Airlines, став её полностью дочерним филиалом.

## После слияния Delta Air Lines и NWA

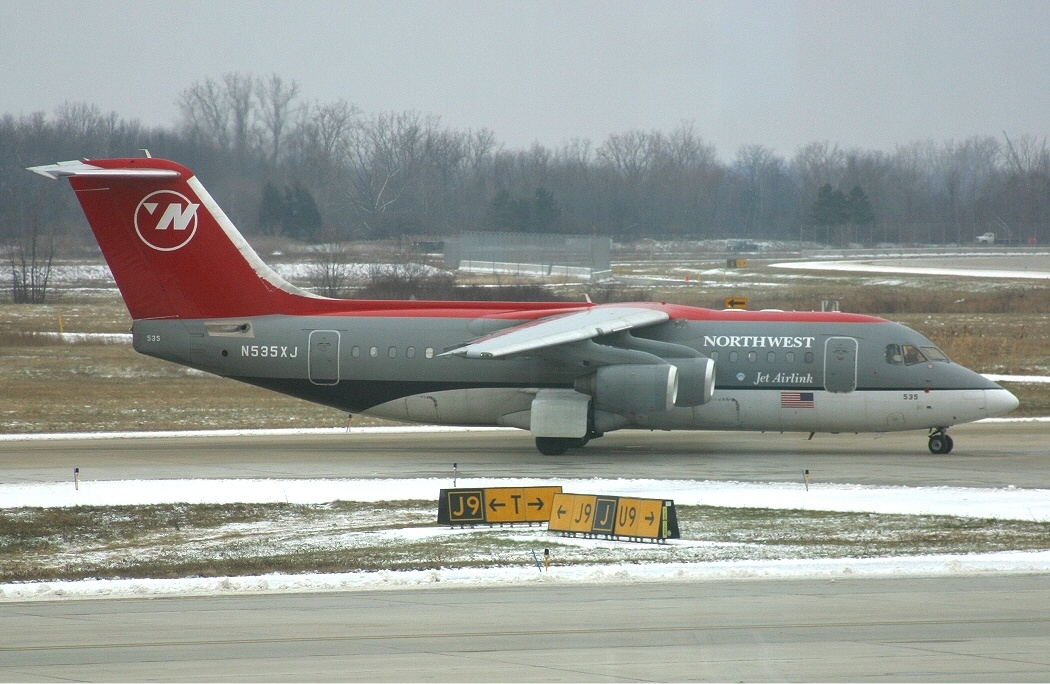
BAe Avro 146 (N535XJ) а/к Mesaba Airlines (под брендом Northwest Airlink) на рулении в аэропорту Детройта

Слияние авиакомпаний Northwest Airlines и Delta Air Lines повлекло за собой объединение торговых марок региональных авиаперевозок Northwest Airlink и Delta Connection, вследствие чего в региональных компаниях — партнёрах по данным программам перевозок будут проведены существенные изменения маршрутных сетей.
Часть флота Saab 340 авиакомпании Mesaba Airlines переводится в хаб Дельты в Международном аэропорту Хартсфилд-Джексон Атланта. Delta Air Lines дополнительно выделила пять самолётов CRJ-900 для выполнения рейсов из другого хаба в Международном аэропорту Солт-Лейк-Сити, регулярные рейсы на CRJ-900 под брендом Delta Connection открылись 12 февраля 2009 года в Лас-Вегас, Сан-Франциско, Денвер, Хьюстон, Даллас/Форт-Уэрт, Миннеаполис/Сент-Пол, Финикс и другие.
2 марта 2009 года Mesaba Airlines начала выполнение регулярных рейсов из Атланты в Хилтон-Хэд (Южная Каролина) и Региональный аэропорт Трай-Ситиз на турбовинтовых самолётах Saab 340B+
1 апреля 2009 авиакомпания открыла беспосадочные рейсы из Таллахасси в Орландо, Тампа и Форт-Лодердейл на самолётах Saab 340B+.

## Флот
Аналогично другим региональным авиакомпаниям, работающим под брендом Northwest Airlink, Mesaba Airlines эксплуатирует самолёты, принадлежащие авиакомпании Northwest Airlines. По состоянию на апрель 2009 года воздушный флот Mesaba Airlines состоял из следующих типов самолётов: